# Lago Großer Plessower
El lago Großer Plessower (en alemán: Großer Plessowersee) es un lago situado al oeste de Berlín, en el distrito rural de Potsdam-Mittelmark, en el estado de Brandeburgo (Alemania), a una elevación de 24 metros; tiene un área de 322 hectáreas. 